# Девайн, Джек
Джек Девайн – ветеран Центрального разведывательного управления (ЦРУ), экс-заместителя директора ЦРУ по операциям, президент и партнер “The Arkin Group”, член Совета по международным отношениям. Награждён медалью "За заслуги в разведке" (Distinguished Intelligence Medal).

## Биография
Карьера Девайна в ЦРУ охватывала период с конца 1960-х до начала 1990-х годов, включая падение президента Сальвадора Альенде в Чили в 1973 году, дело Иран-Контрас в середине 1980-х годов и борьбу за вывод советcких войск из Афганистана в конце 1980-х годов. Девайн ушел в отставку после того, как он был помощником заместителя директора и исполняющим обязанности заместителя директора ЦРУ по операциям. В этой должности он контролировал тысячи сотрудников ЦРУ, участвующих в секретных миссиях по всему миру.
Девайн начал службу в ЦРУ в 1967 году, после того как его жена дала ему книгу о ЦРУ и его роли в национальной безопасности США. Девайн прошел обучение в «Ферме» и других шпионских и полувоенных курсах. На своем первом задании в штаб-квартире он работал в качестве «аналитика документов», и работал рядом с Олдричем «Риком» Эймсом, который позже стал шпионом для Советского Союза. Эймс позже появится в качестве подозреваемого в охоте на крота в ЦРУ.
Его первое зарубежное задание состоялось в Сантьяго, Чили, в августе 1971 года. Девайн изучил все возможности вербовки и проводил тайные операции в период, предшествующий чилийскому государственному перевороту 1973 года.
Его служба в Афганской целевой группе, возможно, была вершиной его разнообразной карьеры и поставила его во главе крупнейшей тайной операции времен Холодной войны. Девайн заменил Гaста Авракотоса, начальника Южноазиатской оперативной группы, сыгранного актером Филиппом Сеймуром Хоффманом в фильме 2007 года «Война Чарли Уилсона», и унаследовал программу, направляющую сотни миллионов долларов афганским моджахедам.
Именно во время службы Девайна ЦРУ в три раза увеличило поддержку моджахедов и приняло важное решение поставить им зенитные ракеты Стингер, произведенные в США, что в конечном итоге изменило ход войны и форсировало выход советских войск. К тому времени, когда Девайн покинул Специальную группу в связи с назначением на пост Главы резидентуры в Риме, война приближалась к завершению.
В 90-х годах Девайн руководил Центром борьбы с наркотиками и Латиноамериканским отделом в ЦРУ и контролировал операцию, в результате которой в 1993 году был захвачен Пабло Эскобар. Он также возглавлял подразделение во время военной интервенции в Гаити в начале 1990-х годов и впоследствии был назначен помощником Заместителя директора и Исполняющим обязанности Заместителя директора ЦРУ по операциям. Девайн ушел в отставку из ЦРУ в 1999 году, после 32 лет службы, и ушел в частный сектор, где он объединил свои силы с адвокатом судебных процессов в Нью-Йорке Стэнли Аркином.
В течение последних 18 лет вместе они предоставляли высококачественные консалтинговые услуги, а также сложные международные разведывательные и следственные услуги. Девайн был награждён Медалью ЦРУ за Выдающиеся Заслуги в Разведке и несколькими почетными наградами. Он признанный эксперт в вопросах разведки и написал независимые комментарии и статьи для Вашингтон Пост, Файненшнл Таймз, Майами Геральд и Уорлд Полиси Джорнал. Он также был гостем на CBS, NBC, MSNBC, Fox News, а также на каналах История и Дискавери, PBS и ABC Радио. 13 июня 2014 года, выступая в McLean, перед бывшими сотрудниками разведки, он предсказал вероятное разделение Ирака и дальнейшие проблемы в Афганистане и в Украине.
Девайн проживает в Нью-Йорке и является членом Совета по международным отношениям. Он говорит на испанском и итальянском языках. В 2011 году Девайн, в студенческие годы работавший спасателем на океане в Северном Уайлдвуде, штат Нью-Джерси, присоединился к команде выпускников Саус Джерси, чтобы участвовать в Национальных чемпионатах спасателей Соединенных Штатов, проводимых в Кейп-Мей, Нью Джерси. Участвуя в гребле с другим пенсионером ЦРУ, Джимом Кэмпбеллом, который был запасным гребцом в американской олимпийской сборной США в 1962 году, Девайн и Кэмпбелл выиграли бронзовую медаль в турнире по серфингу для двоек в категории 65-69. Вернувшись к соревнованиям в 2012 году, Девайн снова соревнуется и выигрывает золото в дивизионе 70-74.
В декабре 2018 года Девайн посетил Киев и представил свою книгу «Удачная охота».
В марте 2021 года в США в издательстве Potomac Books вышла книга Девайна Spymaster's Prism: The Fight against Russian Aggression.